# Eduard Čalić
Eduard Čalić (Marčana, 14. listopada 1910. – Salzburg, 29. kolovoza 2003.), hrvatski povjesničar, publicist, novinar, prevoditelj i dramatik.
Jedan je od najznačajnijih hrvatskih novinara i publicista svih vremena, povjesnik i najdosljedniji svjetski antirevizionist dr. Eduard Čalić. 
Bio je i prevoditelj, pisac radio-drama i popularizator znanosti. Priređivao je i izložbe. Preveo je na francuski Vojnovićevu Dubrovačku trilogiju.
Čalićevi nećaci su Josip i Jakov Gumzej.

## Životopis
Rođen u uglednoj i imućnoj hrvatskoj obitelji koja je živjela u Puli, a potom u obližnjoj Marčani u kojoj je krenuo u pučku školu. Po baki je Čalić bio potomak Jurja Križanića. Obitelj Eduardova oca Mate bila je osuđena na tadašnje etničko čišćenje i emigraciju u Kraljevinu SHS, zbog čega je poslije Eduard Čalić često govorio da su Hrvati bili prve žrtve fašizma.
Obiteljska se sudbina mijenja 1918. kad je Kraljevina Italija okupirala Istru i susjedne krajeve. Pogoršanje je uslijedilo kad su i fašisti počeli trasirati put prema vlasti, pa je Čalićeva obitelj bila medu prvima prisiljena napustiti zavičaj 1921. godine. U tom valu stotinjak tisuća prognanih Hrvata i Slovenaca Čalićeva je obitelj završila u Hrvatskoj. Eduard je osnovnu školu završio u Sušaku u Kraljevini SHS, a u istom je gradu započeo gimnaziju. Potom je otišao u Karlovac i pohađao je gimnaziju od 1924. do 1931. godine.
Studirao u Zagrebu na Pravnom fakultetu. Diplomirao 1937. godine. Profesor Albert Bazala ga je kao izvrsnog studenta poslao na poslijediplomski studij u Berlin na sveučilište Friedrich-Wilhelm. Godine 1936. počinje raditi kao novinar u zagrebačkim Novostima. Ban Ivan Šubašić i dr Vladko Maček predložili su ga za dopisnika zagrebačkog dnevnog lista Novosti u Berlin. Na to je mjesto otišao 1939. godine. Ondje je pohađao postdiplomski studij iz povijesti i političke ekonomije. Među predavačima bio mu je poznati Werner Sombart.
Kad je Njemačka napala Kraljevinu Jugoslaviju, oduzela mu je vjerodajnice pri Goebbelsovim i Ribbentropovim ministarstvima. Ipak su mu dopustili pohađati doktorantski tečaj iz povijesnih, ekonomskih i publicističkih znanosti.
Znajući mračnu narav fašističkog režima, nikad nije ostao po strani ni u srodnom mračnom nacističkom režimu. Pomagao je svim ljudima koji su bili progonjeni zbog političke, rasne i druge osnove. Pred kraj studija, otkriven je. Branio je doktorat, ali je otkriven i vlasti su mu 1941. zabranile doktorsku promociju Uloga štampe u političkoj, kulturnoj i gospodarskoj preobrazbi južnoslavenskih naroda. Pokušao je pobjeći iz Njemačke, ali ga je baš prigodom bijega iz Njemačke uhitio Gestapo, jeseni 1942. godine, pod optužbom da je u Njemačkoj ostao kao agent britanske tajne službe, što je poslije Fitzroy Maclean opovrgao, dokazujući to i time što bi Čalić imao britansku mirovinu, što nije bio slučaj. Nakon uhićenja zatočen je u sabirnom logoru Sachsenhausen u Oranienburgu gdje je poslan s mnogobrojnim antifašistima, a ostao je do kraja rata noseći na rukavu slovo K, što je bila oznaka za Hrvate. U logoru je bio tajni povjerenik logoraša iz Jugoslavije.
U logoru je njegova ljudskost i znanje došla do izražaja, što mu se poslije umnogome isplatilo u životu. Razgovorajući s nositeljima Hitlerovih tajni, poput "počasnog zatočenika" državnog podtajnika Martina Luthera doznao je mnoge zakulisne stvari o Goebbelsovim provokacijama, koje je Hitler koristio radi opsjenjivanja i poslije pokoravanja prvo njemačkog, a potom i ostalih europskih naroda. Preživio je unatoč crnim predviđanjima sugovornika, zasnovanim na dotadašnjim iskustvima. Čalić je kao znalac njemačkog radio i na upisu novih logoraša. Pritom je spasio pred samim nacistima nekoliko desetaka Židova, upisavši ih kao muslimane podrijetlom iz Turske ili zemalja Magreba. Taj mu je čin donio veliki ugled u europskoj židovskoj zajednici, koja mu je nastojala pomoći nakon oslobođenja.
Poslije rata surađivao je s Crvenim križem 1945. – 46., s kojim je radio na vraćanju preživjelih logoraša u domovinu. Poslije oslobođenja iz logora vratio se u Pulu. 
Pisao je za razne listove. Izvješćivao je s Pariške mirovne konferencije 1947. gdje mu se odlučivalo i o njegovom rodnom istarskom kraju.
Bio je visoki dužnosnik europskih znanstvenih tijela. Obnašao je dužnost glavnog tajnika Europskoga komiteta za znanstveno proučavanje uzroka i posljedica Drugoga svjetskog rata u Luksemburgu. U Zapadnom Berlinu 1963. godine doktorirao je na Filozofskom fakultetu na temi na kojoj je trebao doktorirati još 1941. godine. No još prije nego što je stekao doktorski naslov, postao je u svjetskim razmjerima poznat povjesničar i politolog. U Zapadnom Berlinu živio je do 1975., nakon čega je otišao živjeti u Pariz. S Parizom je imao starije veze, jer je od 1959. surađivao kao komentator svjetski uglednog pariškog lista Combat (listu izraslom iz pokreta otpora) i surađivao s agencijom Opera Mundi.
U Salzburgu je od 1984. godine. Čalićevo područje znanstvenog rada bilo je istraživanje razdoblja nacizma i Trećega Reicha, bavio se uzrocima Drugog svjetskog rata te njegovim razvojem i praktičnim posljedicama pangermanske, od 30-ih godina 20. st. vladajuće nacističke ideologije u Trećemu Reichu, prvi je razbio mit o nepostojanju holokausta u Trećem Reichu, središnji francuski radio je u više nastavaka i u više navrata 1947. objavio Čalićev prikaz nacističkih konclogora nasilne smrti, a napose uporabe plina, prvi je dokazao da su nacisti sami spalili Reichstag kako bi izazvali smrtonosne progone i drugo, kao novinar objavio je znatan broj novinskih serijala i članaka istraživačkoga, analitičkoga karaktera, ili vrijednosti vrela. Uz to, upravo je Čalić svijetu otkrio da Kina ima atomsku bombu. Među prvima u svijetu upozorio na bitno, novo značenje, stvari kao što su sibirska prostranstva, Bliski Istok i Kina. Ispravno je procijenio da će Vijetnamski rat trajati godinama. Središnja Čalićeva misao bila je da svi važni događaji dolaze iz visoke politike.
Veliki Čalićev doprinos je knjiga "Europska trilogija: atentat u Marseillu i Drugi svjetski rat" u kojoj izlaže čvrste dokaze da ustaše i hrvatski atentatori nisu bili odgovorni za umorstvo kralja Aleksandra, nego njemačka tajna služba, jer je njoj bio cilj ukloniti francuskog ministra vanjskih poslova Louisa Barthoua radi prekidanja strateškog zaokruživanja Njemačke, a počelo njezino naoružavanje. Hrvatski atentatori u tom su trenutku bili ili bez oružja ili su odustali od izvršenja.
Autor je brojnih dokumentarnih i televizijskih filmova.
Godine 2002. na prijedlog suradnika, pomagača i prijatelja, akademika Petra Strčića, Ive Petrinovića, Dušana Bilandžića i Josipa Bratulića postao je dopisnim članom HAZU.
Čalić je svoju veliku knjžnicu knjiga i dokumentarnih fotografija donirao Sveučilišnoj knjižnici u Puli. Donacija je stigla siječnja 2004. i sadrži 784 svezaka knjiga. Knjige su se bave istraživanjem nacizma, fašizma, antisemitizma, holokausta te uzroka i posljedica Drugog svjetskoga rata. Većinom su na njemačkom jeziku, te na francuskom, engleskom, hrvatskom i drugim jezicima.

## Djela
Istaknuta Čalićeva djela:
- Himmler i njegovo carstvo, 1966.
- Hitler bez maske, 1969.
- Hitlerova provokacija - paljenje Reichstaga
- Reinchard Heydrich - ključna osoba Trećeg Reicha
- Njemačka ratna privreda
- Etika i obrambena strategijska inicijativa
- Goebbels i njegove provokacije
- Evropska trilogija. Marseille i Drugi svjetski rat, I–III., 1993.
- Od Hitlera do Bin Ladena, 2002.
- Europa gledana s Balkana
- monografije o Kini, Indiji, Sibiru i dr.

## Priznanja
Dobio je brojna priznanja od kojih se ističu:
- bugarski Red sv. Ćirila i Metoda I. reda
- francuska Međunarodna nagrada otpora za životno djelo (1985.)[7]
- izbor za dopisnoga člana Hrvatske akademije znanosti i umjetnosti 2002.
- Glavni tužitelj u Nürnbergu dr. Robert Kempner izjavio je da onaj tko želi doznati istinu o Drugom svjetskom ratu čitati Čalićeva djela.
- Daniel Goldhagen, autor knjige “Hitler i njegovi voljni izvršitelji”, Čalićevu je knjigu stavio u red deset najvažnijih djela o nacističkim zlodjelima.[2]
- Poziv za savjetničko mjesto predsjedniku Franji Tuđmanu za ljudska prava.[2]